# عمارة مغاربية
العمارة الأندلسية العربيه. 

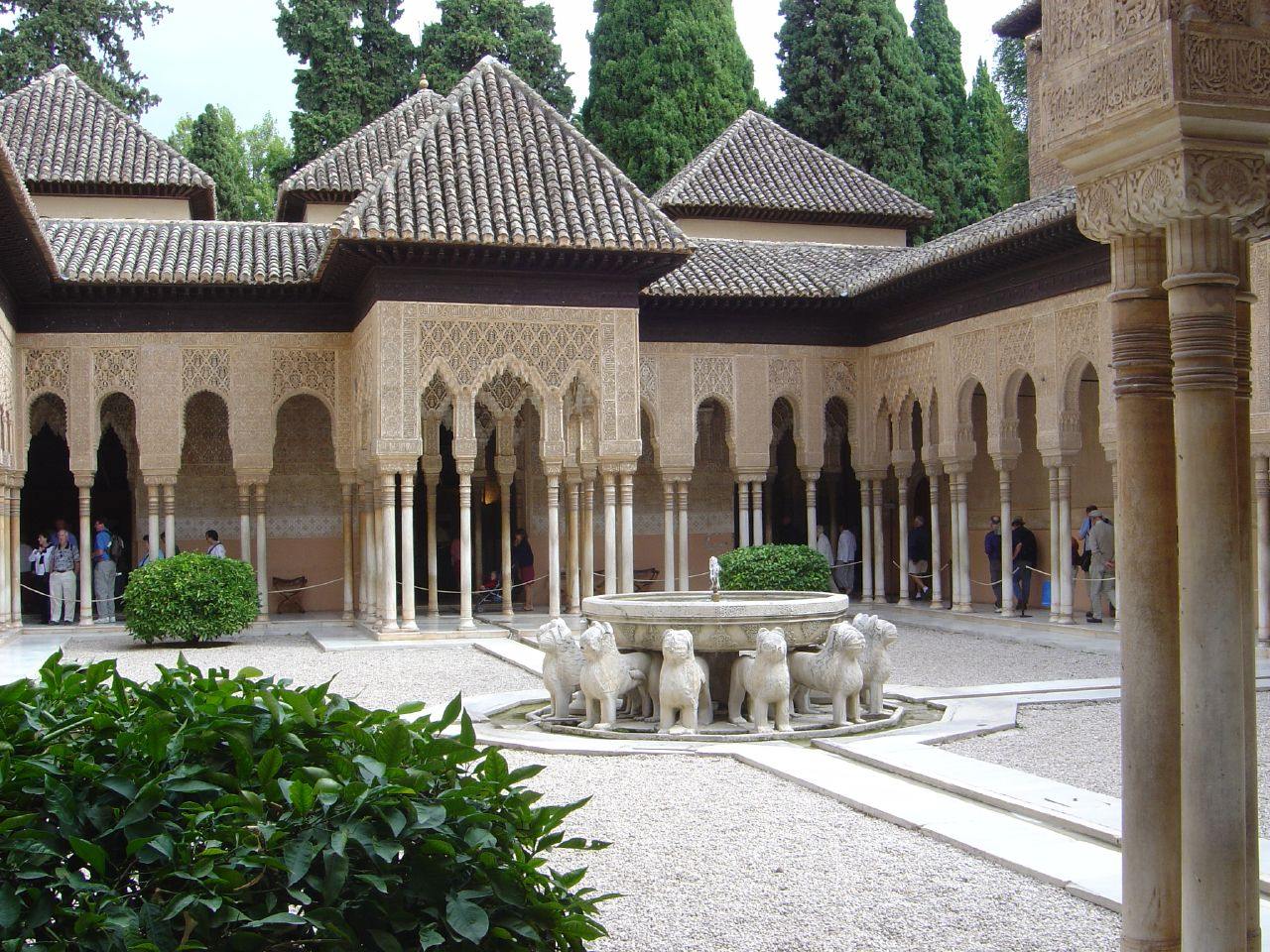
بهو السباع في قصر الحمراء في غرناطة.

تتضمن العمارة المغاربية الأندلس (إسبانيا والبرتغال الخاضعة للحكم الإسلامي بين 711 و1492) والمغرب والجزائر وتونس. يأتي مصطلح «موريش» أو المغاربية من تسمية أوروبا الغربية للسكان المسلمين «بالموريين» المشتقة من «ماوري» وتعني في اللغة اللاتينية شعب موري، التي كانت في الأصل تسمية لسكان مملكة موريطنية (المغرب الحالية). يستخدم بعض العلماء أيضًا مصطلح العمارة الإسلامية الغربية أو «عمارة الغرب الإسلامي» لهذا الموضوع.
مزج هذا الأسلوب المعماري التأثيرات من الثقافة البربرية في شمال إفريقيا أيبيريا قبل الإسلام (الرومانية والبيزنطية والقوطية الغربية)، والتيارات الفنية المعاصرة في الشرق الأوسط الإسلامي لتطوير أسلوب فريد على مر القرون مع سمات مميزة مثل القوس «حدوة الحصان» وحدائق الرياض (حدائق فناء ذات تقسيم متماثل من أربعة أجزاء)، وزخارف هندسية وأرابيسك متقنة من الخشب والجص والبلاط (خاصة الزليج). شملت المراكز الرئيسية لهذا التطور الفني العواصم الرئيسية للإمبراطوريات والدول الإسلامية في تاريخ المنطقة، مثل قرطبة والقيروان وفاس ومراكش وإشبيلية وغرناطة وتلمسان.
استمرت تقاليد العمارة المغاربية في شمال إفريقيا وفي الأسلوب المدجن في إسبانيا، حتى بعد انتهاء حكم المسلمين في إسبانيا والبرتغال، التي استفادت من تقنيات وتصميمات مغاربية وتكييفها مع الرعاة المسيحيين. بعد ذلك بوقت طويل، لاسيما في القرن التاسع عشر، كثيرًا ما قُلد الأسلوب المغاربي أو جرت محاكاته في الأسلوب المغاربي الجديد الذي ظهر في أوروبا وأمريكا كجزء من الاهتمام الرومانسي «بالاستشراق» وأيضًا على وجه الخصوص، باعتباره اختيارًا متكررًا لعمارة الكنيس اليهودي الجديد.

## لمحة تاريخية

### الفترة الإسلامية المبكرة (القرنان الثامن والعاشر)

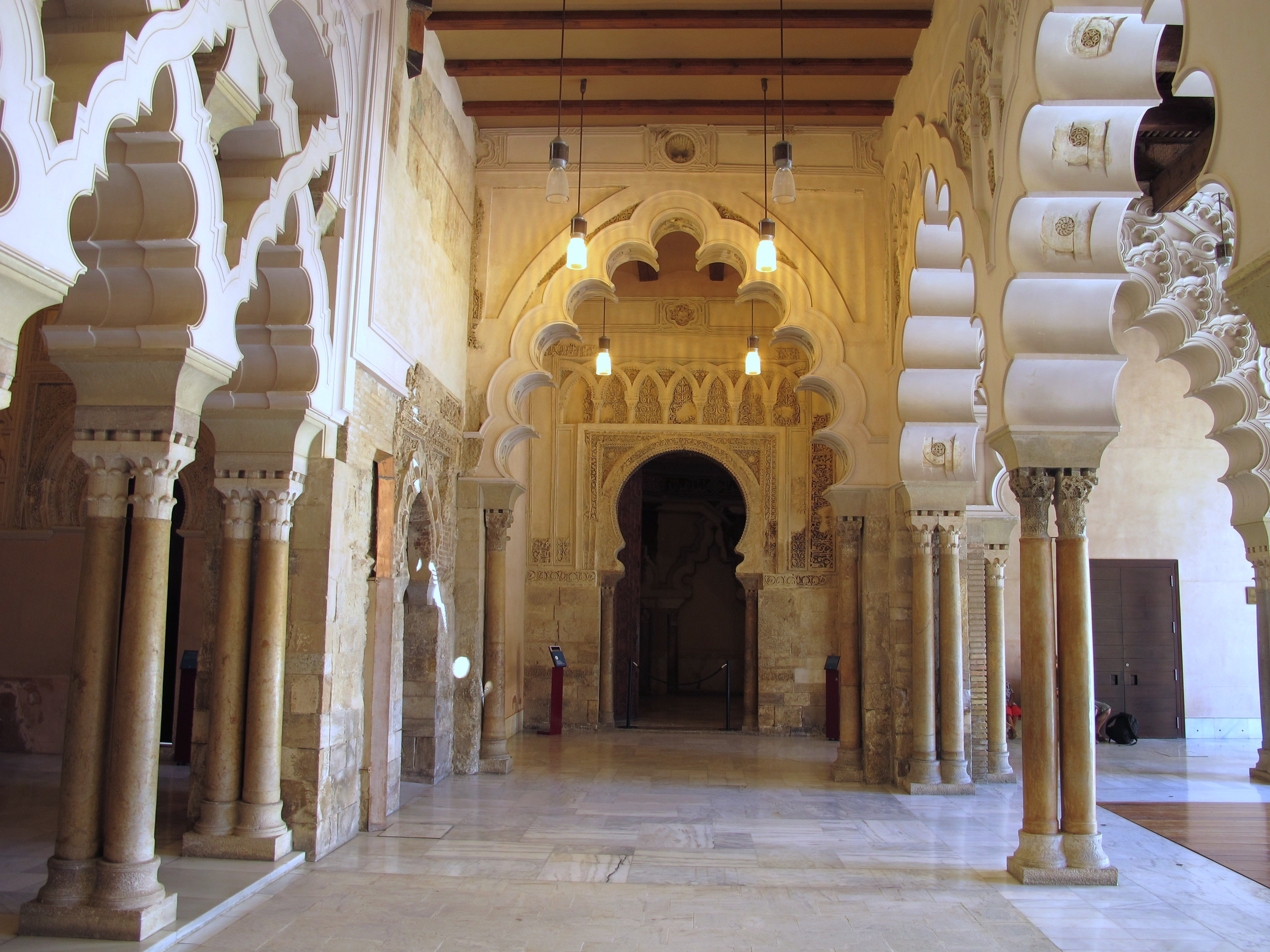
الجعفرية, سرقسطة

اندمجت منطقة شمال إفريقيا بشكل مطرد في العالم الإسلامي الناشئ خلال الفتوحات العربية الإسلامية المبكرة، وذلك في القرن السابع. أصبحت منطقة إفريقيا (تونس الحالية تقريبًا) وعاصمتها القيروان، مركزًا مبكرًا للثقافة الإسلامية في المنطقة. تأسس الجامع الكبير في القيروان على يد عقبة بن نافع عام 670.
غزا الجيش المسلم (معظمه من البربر) بقيادة طارق بن زياد في عام 711، معظم شبه الجزيرة الأيبيرية التي كانت جزءًا من مملكة القوط الغربيين في ذلك الوقت، وأصبحت تُعرف باسم الأندلس، وعاصمتها قرطبة. أسس عبد الرحمن الأول إمارة قرطبة المستقلة هنا في عام 756، وفي عام 785 أسس أيضًا مسجد قرطبة الكبير، وهو واحد من أهم المعالم المعمارية في العالم الإسلامي الغربي. اشتهر المسجد ببهو الأعمدة الواسع المكون من صفوف من الأعمدة المتصلة من خلال طبقات مزدوجة من الأقواس (بما في ذلك أقواس حدوة الحصان في الطبقة السفلية) المكونة من الطوب الأحمر بالتناوب مع الحجر ذي الألوان الفاتحة. وسع عبد الرحمن الثاني المسجد في عام 836، وحافظ على التصميم الأصلي مع توسيع أبعاده. زين خلفائه محمد والمنذر وعبد الله المسجد مرة أخرى مستخدمين سمات جديدة. يعود تاريخ إحدى البوابات الغربية للمسجد والمعروفة باسم باب الوزارة (المعروف اليوم باسم بويرتا دي سان إستيبان)، إلى هذه الفترة وغالبًا ما يُشار إليها كنموذج أولي مهم لأشكال معمارية وزخارف مغاربية لاحقة.
أصبحت أسلمة المغرب، المنطقة الواقعة في أقصى غرب العالم الإسلامي أكثر تحديدًا مع ظهور سلالة الأدراسة في نهاية القرن الثامن. أسس الأدارسة مدينة فاس، التي أصبحت عاصمتهم والمركز السياسي والثقافي الرئيسي للمغرب الإسلامي المبكر. استوعب المغرب في هذه الفترة المبكرة أيضًا، موجات المهاجرين من تونس والأندلس الذين جلبوا معهم تأثيرات ثقافية وفنية من بلدانهم الأصلية. بُنيت أقدم آثار العصر الإسلامي المعروفة في المغرب، مثل مسجد القرويين والأندلس في فاس على شكل أقواس واستُخدمت أيضًا أقواس حدوة الحصان، وعكست هذه التأثيرات المبكرة من المعالم الرئيسية الأخرى مثل الجامع الكبير في القيروان وجامع قرطبة الكبير.
خضع إقليم إفريقية في القرن التاسع بحكم الأمر الواقع لحكم سلالة الأغالبة، بينما كانت ما تزال اسميًا تحت سيطرة الخلفاء العباسيين في بغداد. كان الأغالبة من كبار البنائين الذين شيدوا العديد من أقدم المعالم الأثرية في تونس، بما في ذلك الهياكل العسكرية مثل رباط سوسة ورباط المستنير والمباني الدينية مثل الجامع الكبير في سوسة والجامع الكبير في صفاقس وأعمال البناء التحتية العملية مثل خزانات الأغالبة في القيروان. أعاد الأغالبة أيضًا بناء الجامع الكبير في القيروان، الذي يعود شكله الحالي إلى حد كبير إلى هذا الوقت. كان للكثير من عمارتهم بما في ذلك مساجدهم، مظهر ثقيل يشبه القلعة، لكنهم مع ذلك تركوا أثرًا فنيًا مؤثرًا. على سبيل المثال، يمتلك مسجد ابن خيرون (المعروف أيضا باسم «مسجد الأبواب الثلاثة») ما يعتبره البعض أقدم واجهة خارجية مزخرفة في العمارة الإسلامية، تتميز بنقوش كوفية منقوشة وزخارف نباتية.

### خلافة قرطبة وانهيارها (القرنان العاشر والحادي عشر)

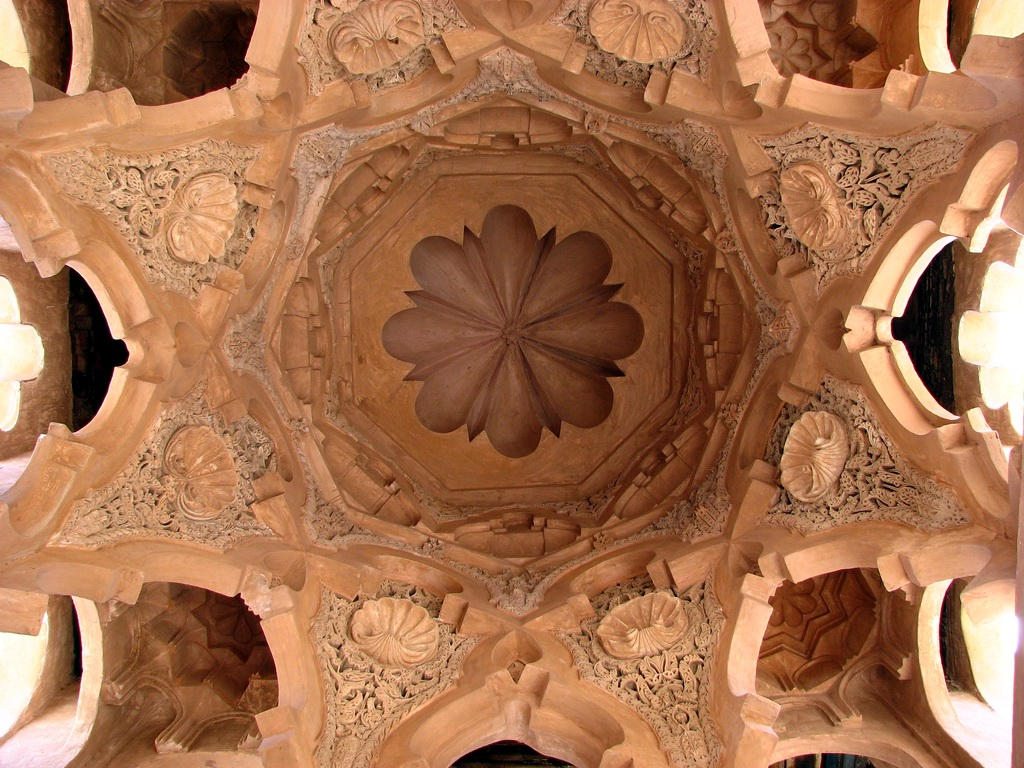
القبة المرابطية (مراكش) (حوالي 1120)

أعلن عبد الرحمن الثالث خلافة جديدة في الأندلس وافتتح ذروة القوة الأندلسية في المنطقة في القرن العاشر. ميز هذا التطور السياسي من خلال إنشاء مدينة قصور شاسعة وفخمة تسمى مدينة الزهراء، تقع خارج قرطبة مباشرة والتي بدأ بناؤها في عام 936 واستمر لعقود. وسع أيضًا صحن مسجد قرطبة الكبير وبنى أول مئذنة حقيقية. شكلت المئذنة ذات التصميم المربع سابقة أخرى في عمارة المساجد الأخرى في المنطقة. وسع ابن عبد الرحمن الثالث وخليفته، الحكم الثاني قاعة الصلاة في المسجد بدءًا من عام 962، ومنحها بعضًا من أهم ابتكاراتها المعمارية التي شملت الأقواس المتشابكة متعددة الطبقات وقبابًا مضلعة مزخرفة، ومحراب (مكان يشير إلى مكان الصلاة) غني بالزخرفة باستخدام فسيفساء ذهبية مستوحاة من الأسلوب البيزنطي. يعد مسجد باب المردوم (المعروف لاحقًا باسم كنيسة سان كريستو دي لا لوز) في طليطلة عملًا أصغر بكثير لكنه بارز تاريخيًا من فترة الخلافة المتأخرة، ويتميز بمجموعة متنوعة من القباب المضلعة التي تستريح على أقواس حدوة حصان وواجهة خارجية مع نقوش عربية منحوتة في الآجر. تشمل المعالم الأخرى من فترة الخلافة في الأندلس العديد من بوابات مدينة توليدو القديمة (على سبيل المثال بويرتا دي بيساغرا أنتيغوا) والمسجد السابق (والدير لاحقًا) في ألموناستر لا ريال وقلعة طريفة وقلعة بانيوس دي لا إنثينا (بالقرب من إشبيلية)، وحمامات الخليفة في قرطبة وربما حمامات خاين.
دخل جزء كبير من شمال المغرب مباشرة في نطاق نفوذ الخلافة الأموية في قرطبة، مع منافسة من الخلافة الفاطمية في الشرق. تشمل المساهمات المبكرة في العمارة المغاربية من هذه الفترة التوسعات في مساجد القرويين والأندلسيين في فاس وإضافة مآذنهم المربعة التي نُفذت تحت رعاية عبد الرحمن الثالث واتباع مثال المئذنة التي بناها من أجل جامع قرطبة الكبير.

أمثال المعمارية المغربية
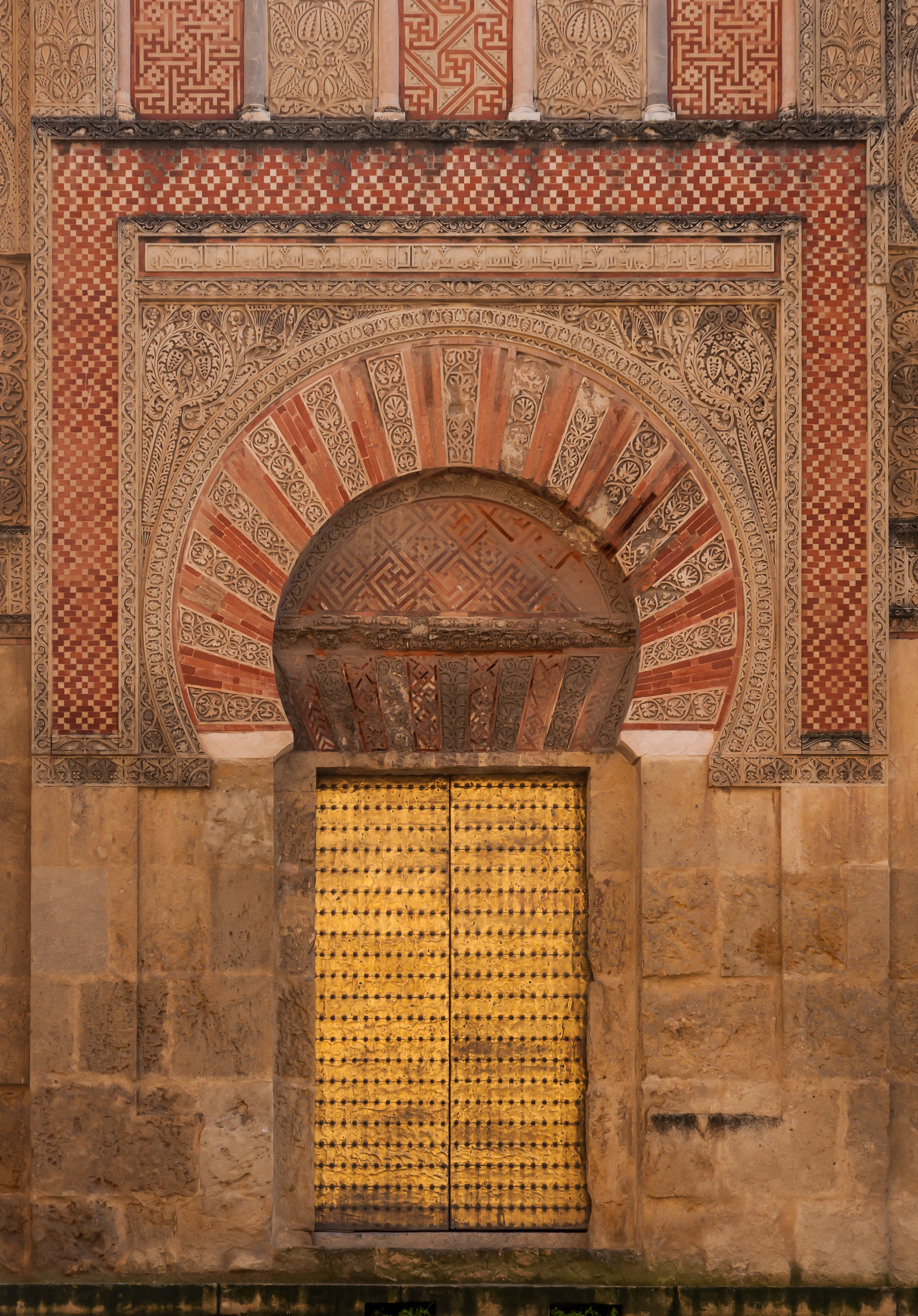
قوس محراب كاتدرائية - جامع قرطبة
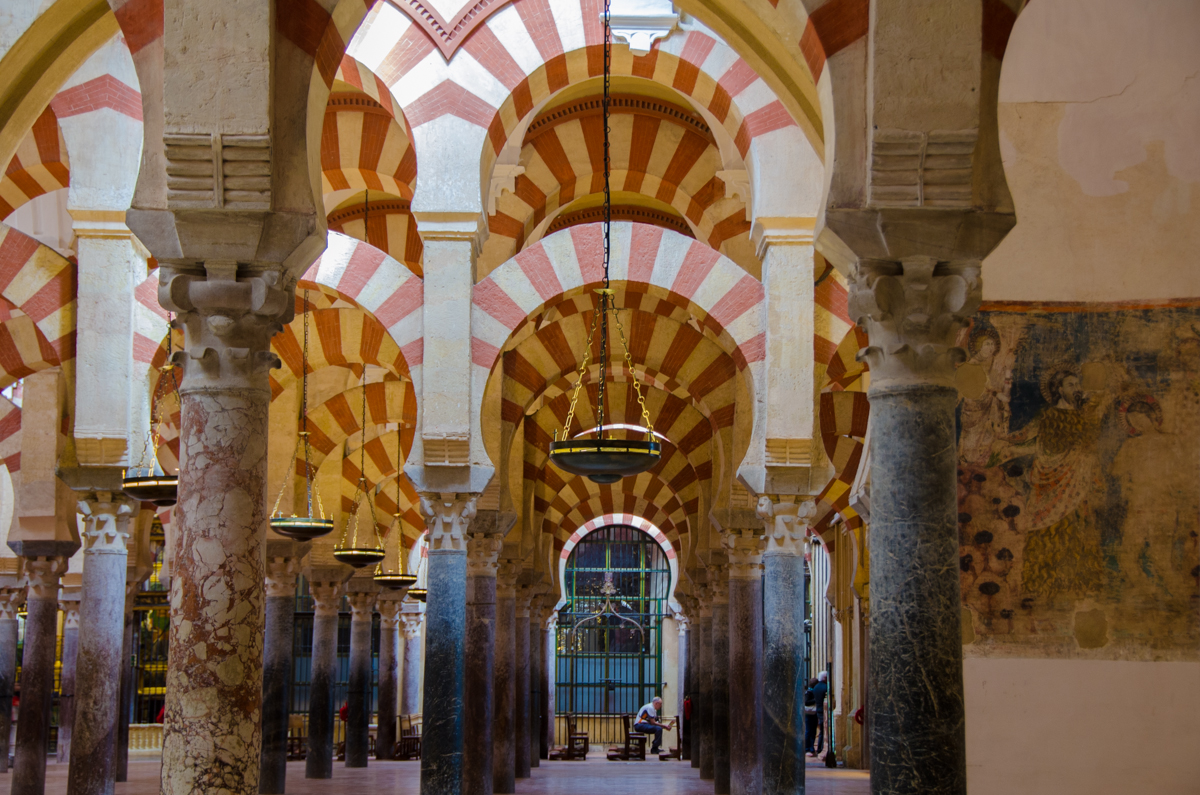
كاتدرائية - جامع قرطبة: أقواس مزدوجة تسمح لارتفاع سقف أعلى
بهو السباع، قصر الحمراء
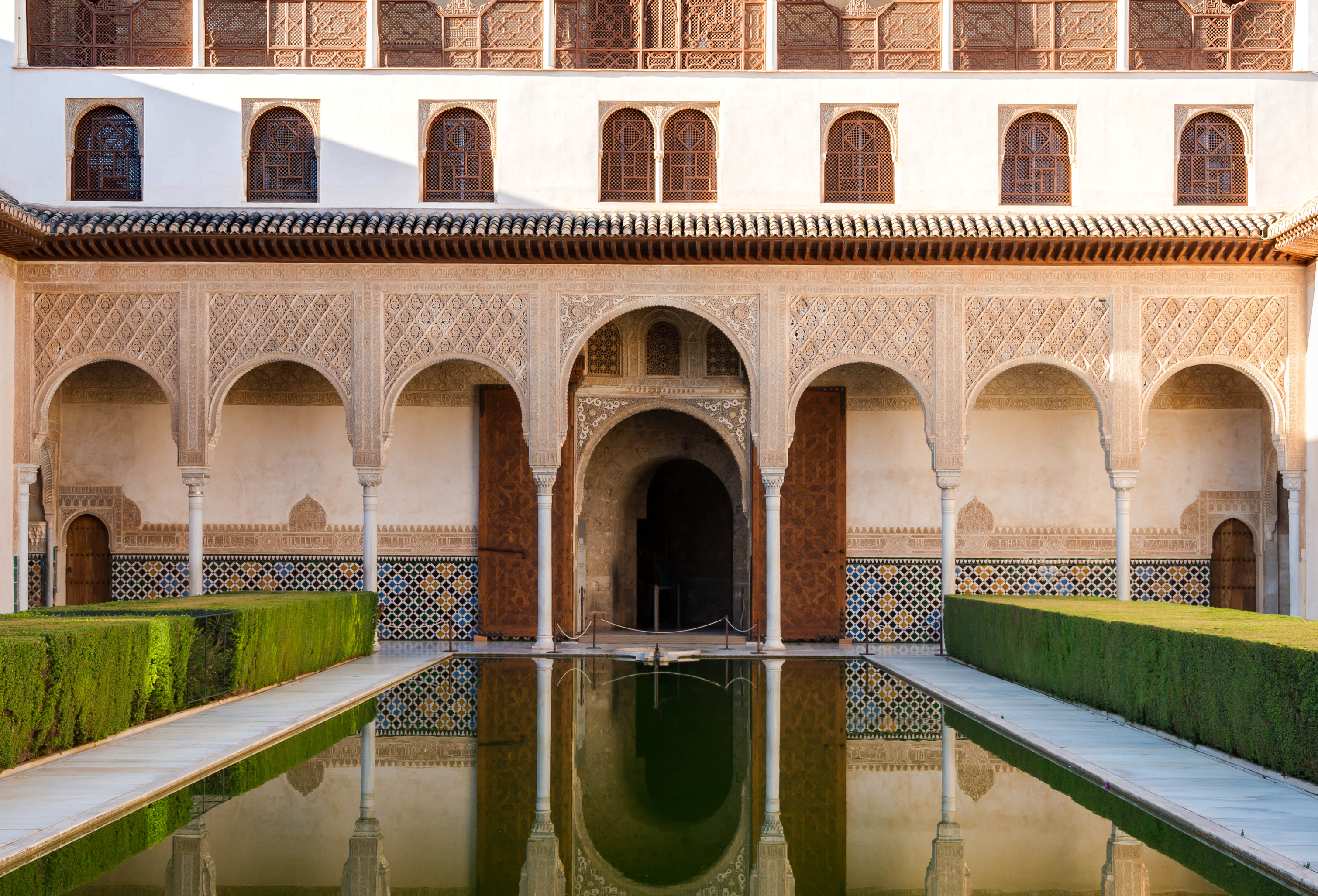
قصر الحمراء، غرناطة: الفناء والبستان الوسطيان هما خصيصتان من المعمارية المغربية
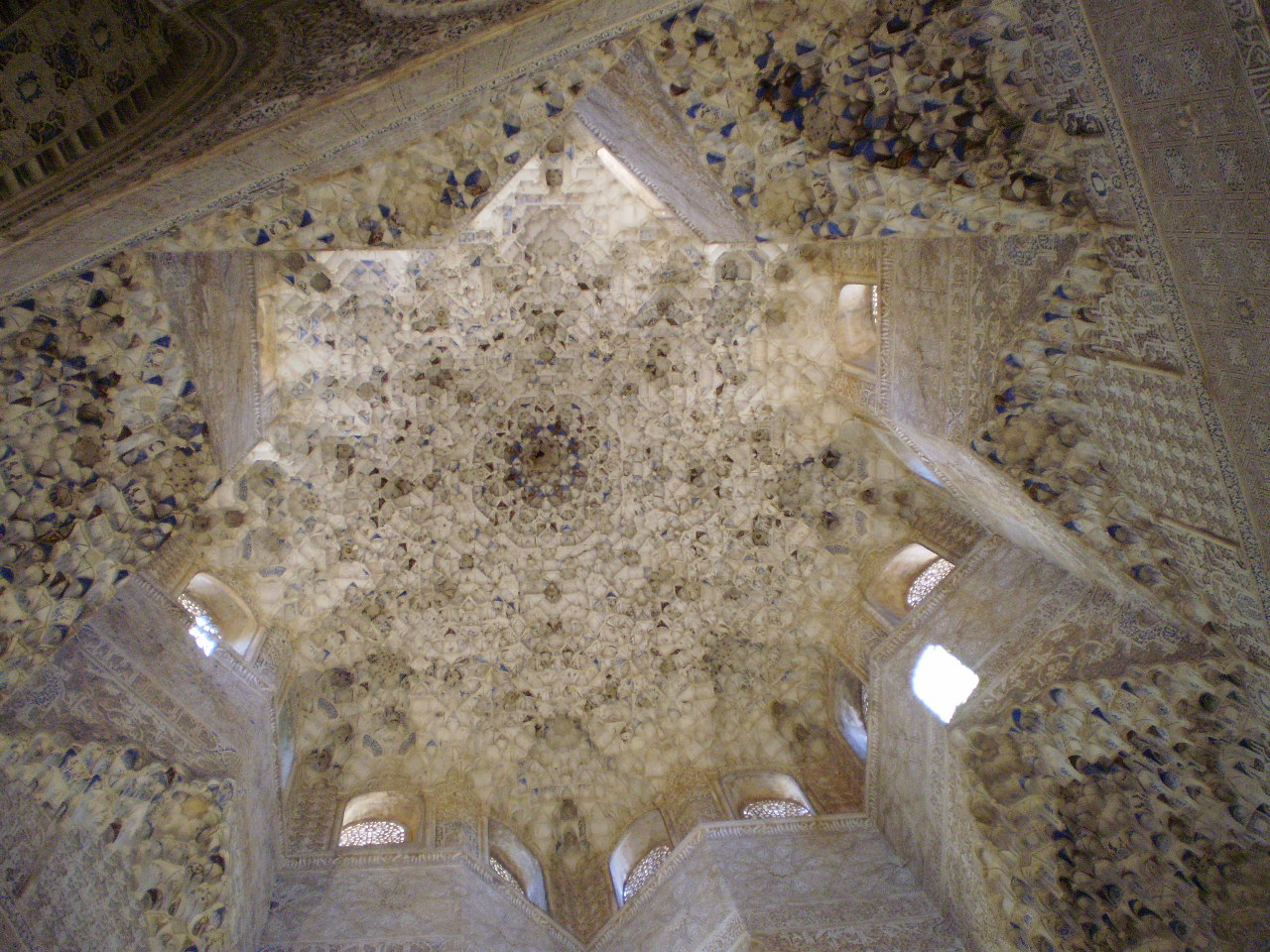
مقرنص في قصر الحمراء في غرناطة. المقرنص مكّن الانتقال من أنماط ثنائية الأبعاد إلى أنماط ثلاثية الأبعاد لتزيين الانتقال من أساس قاعدة مربعة إلى قبة دائرية
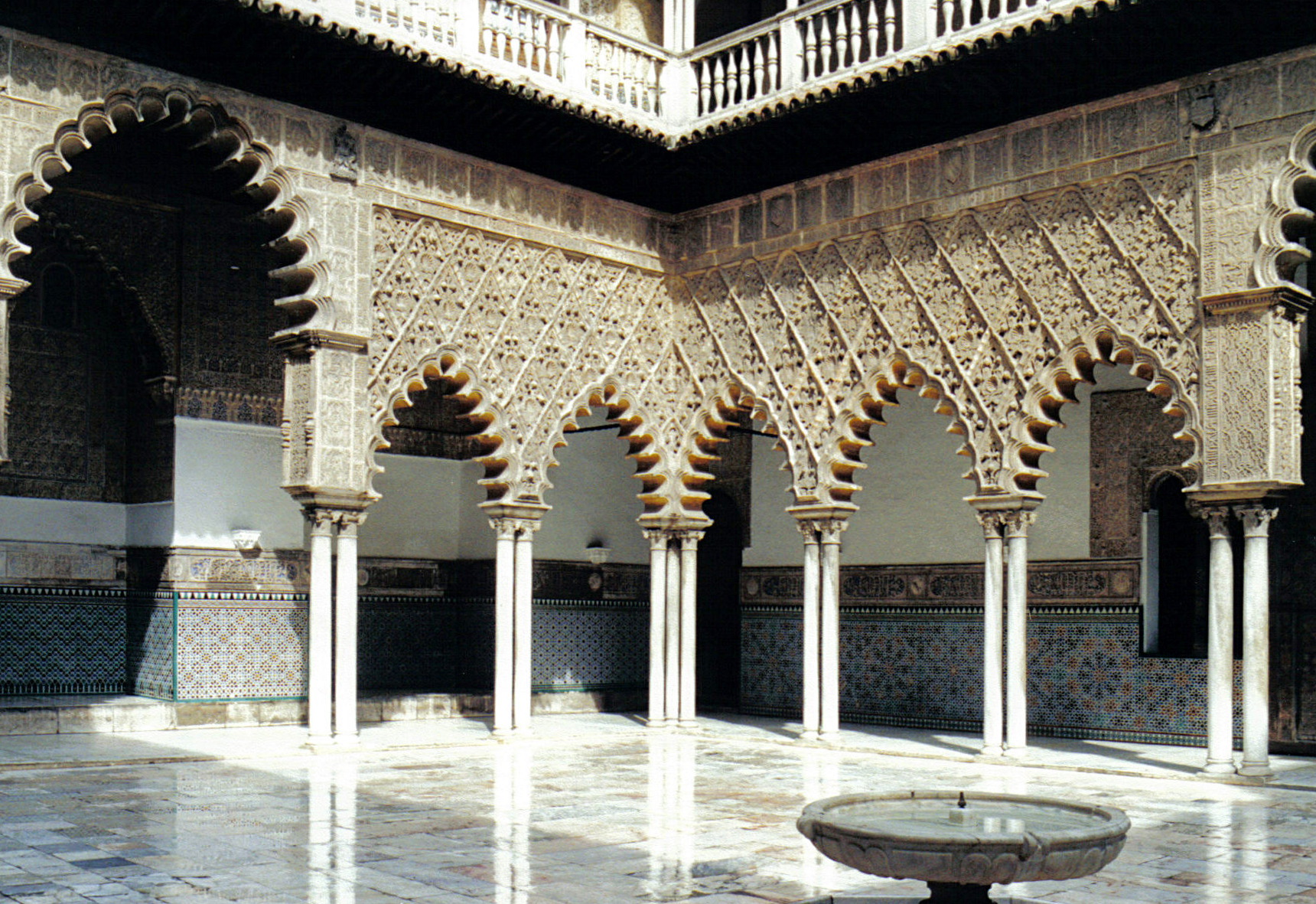
قصر إشبيلية: الفناء الوسطي، خصيصة المعمارية المغربية
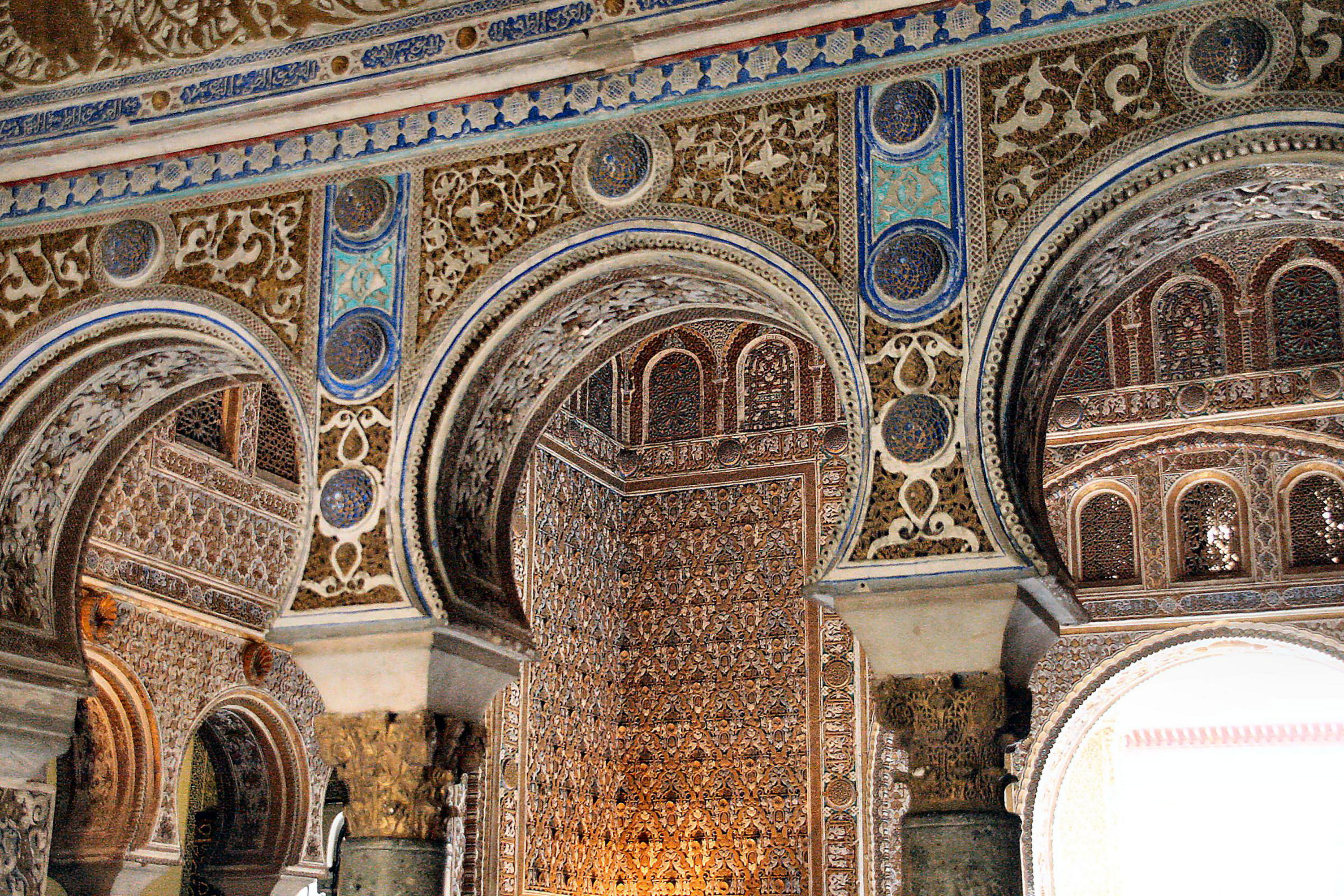
قصر إشبيلية
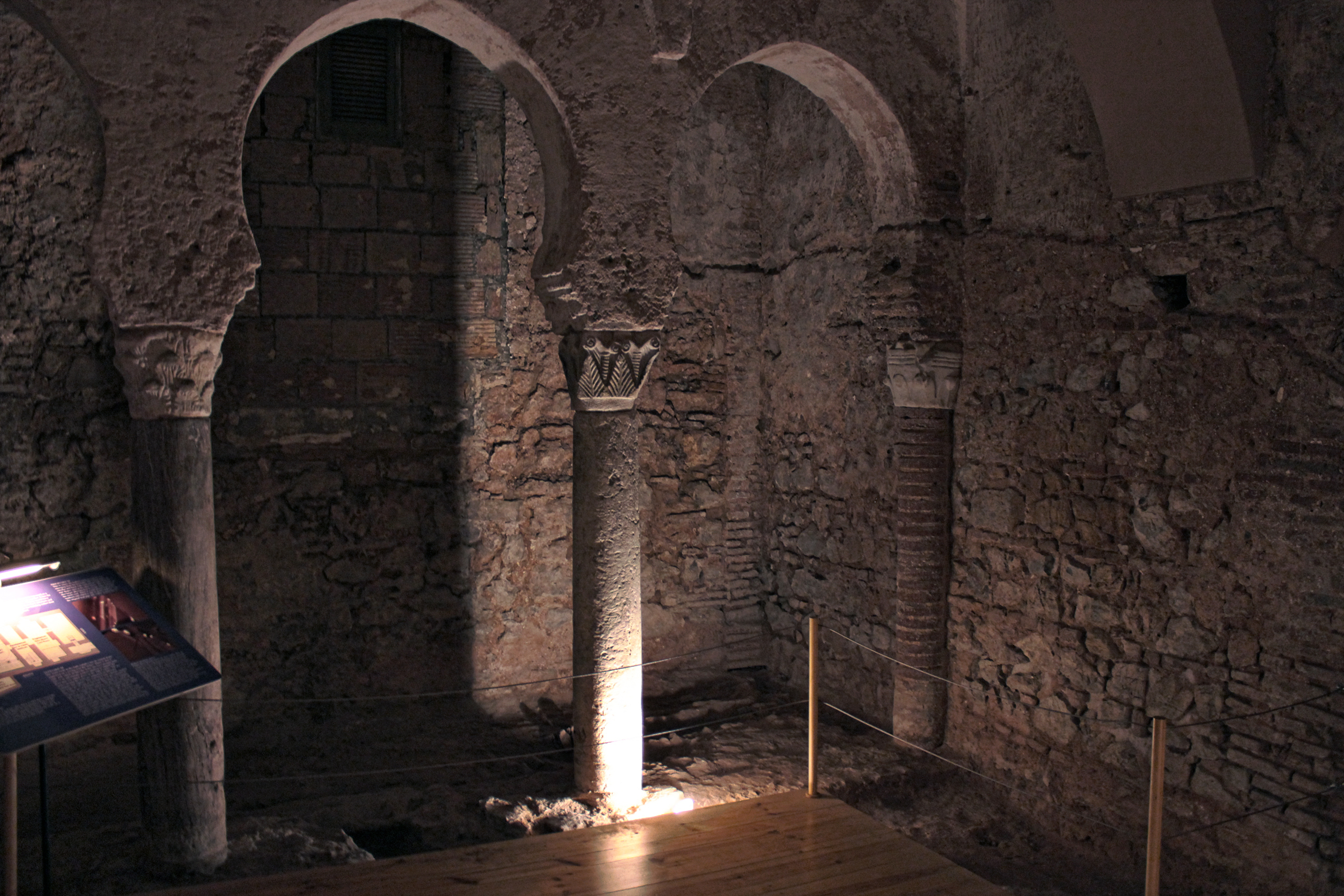
الحمام العربي، جبل طارق
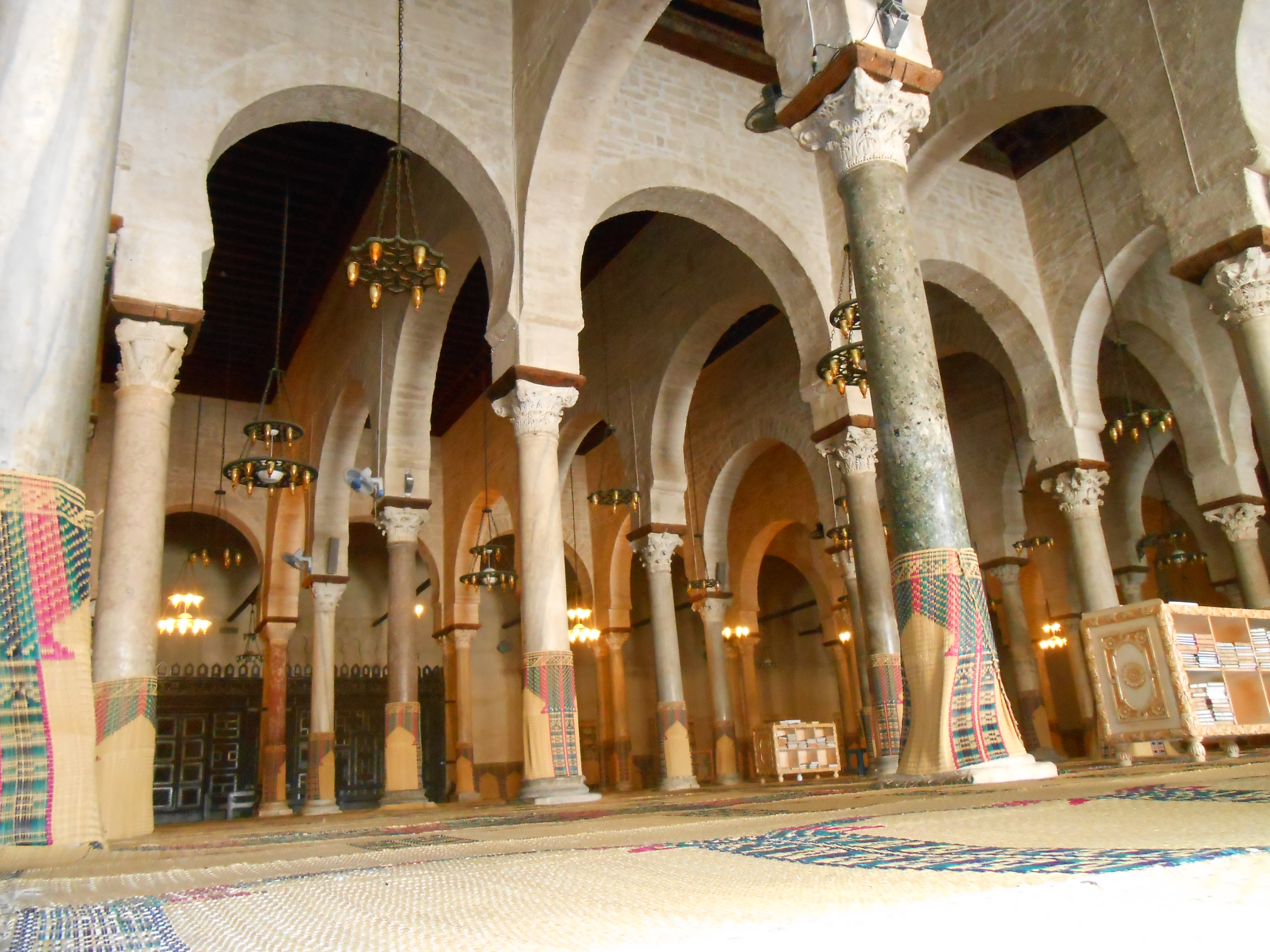
جامع قيروان، تونس
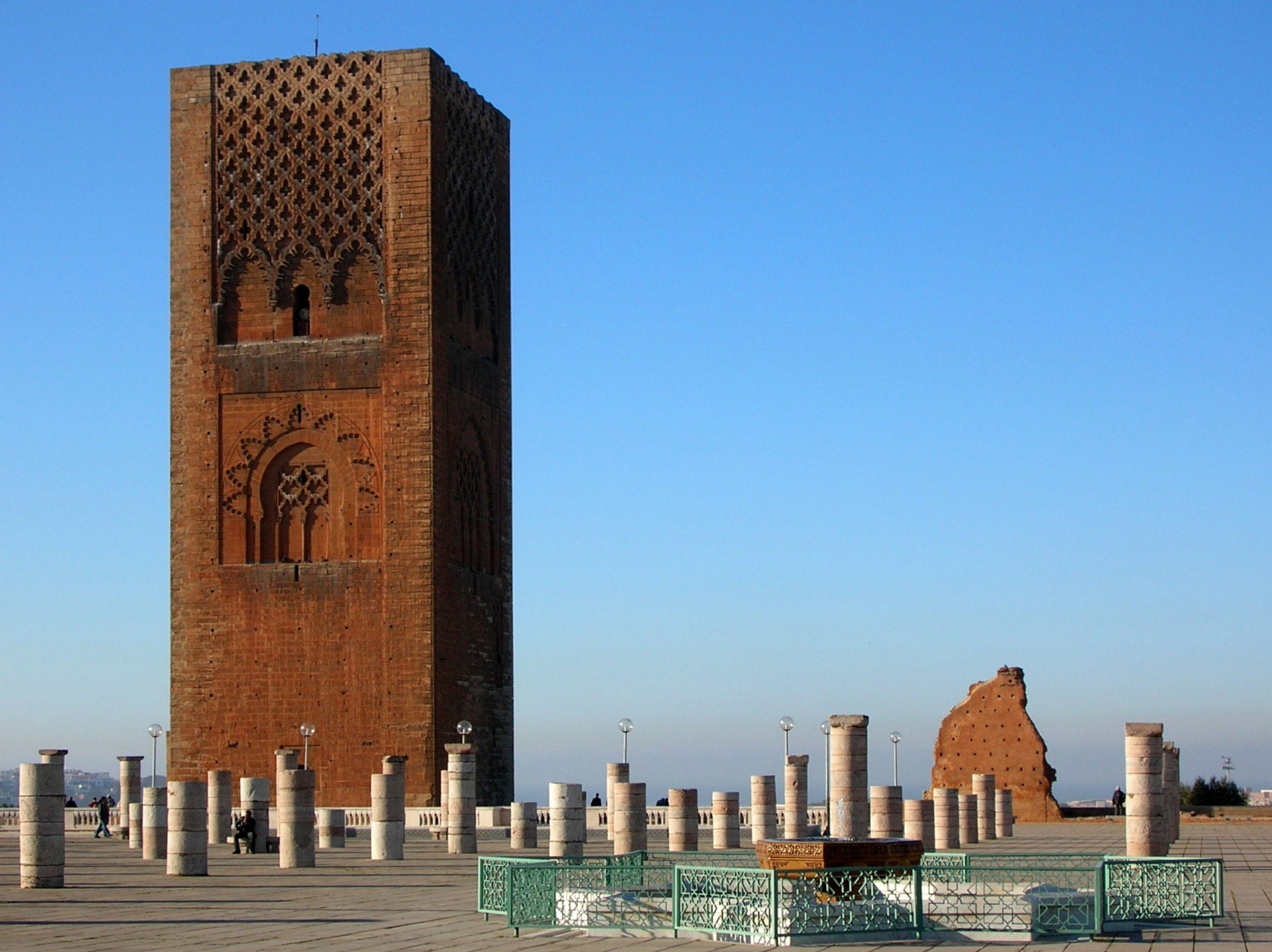
صومعة حسن، الرباط
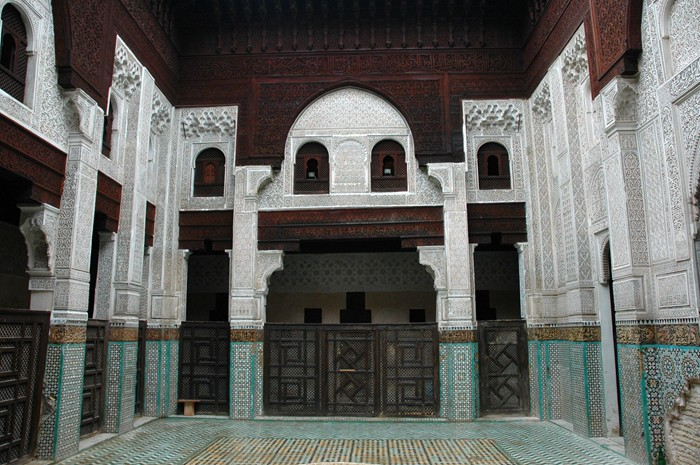
مدرسة بوعنانية، مدينة مكناس المغربية
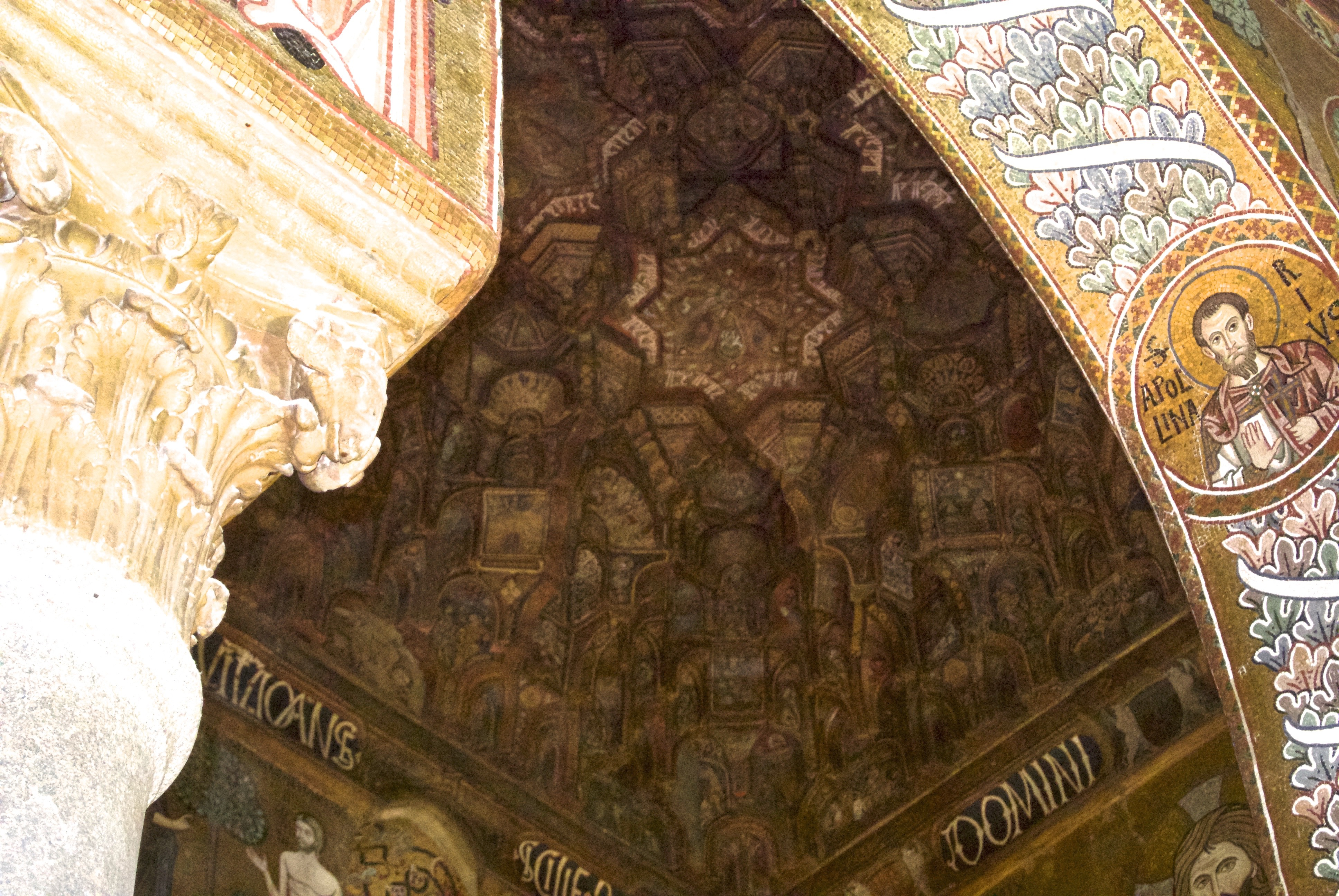
مقرنص في كنيسة في صقلية
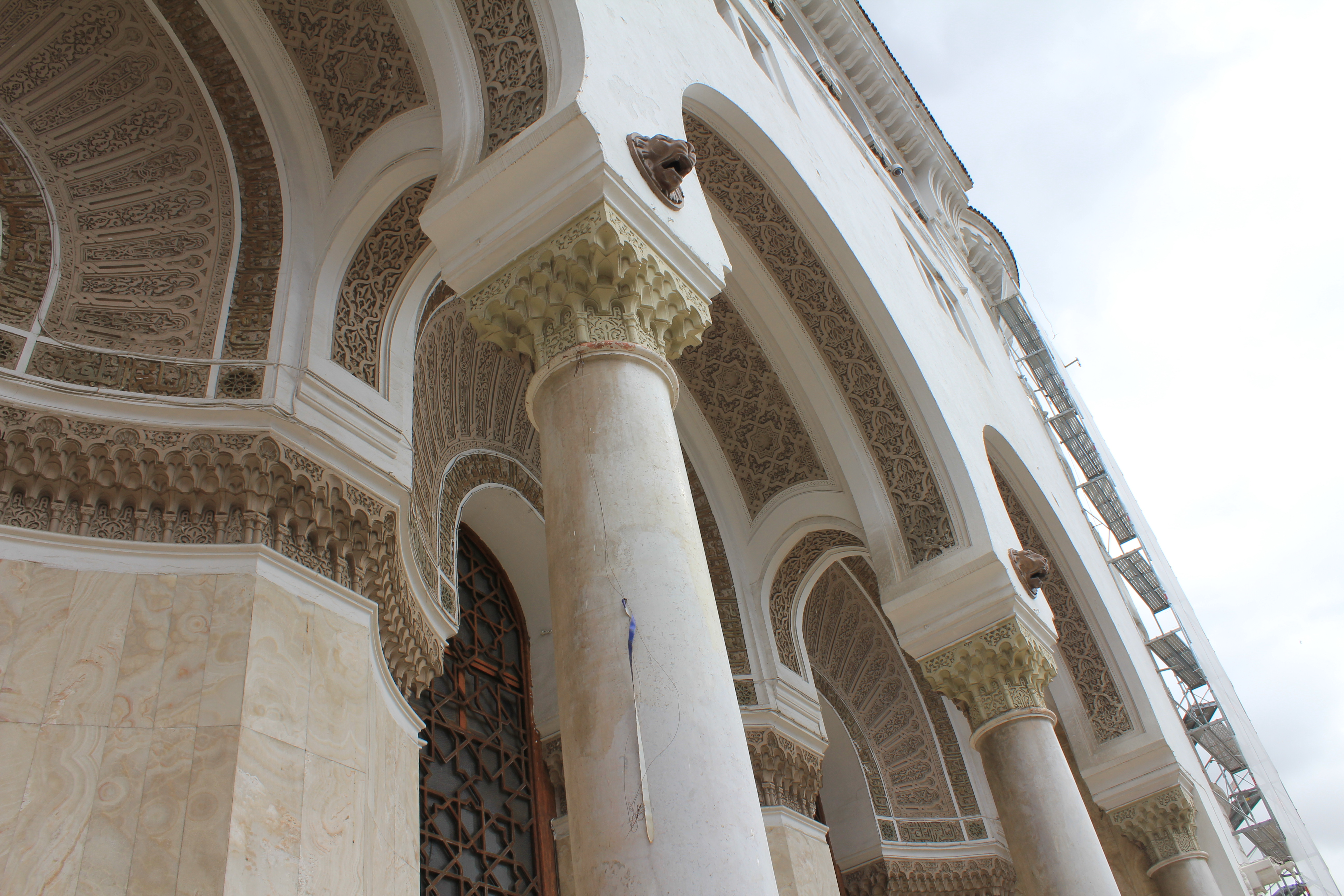
متحف بريد الجزائر

## حسب البلد

### أسبانيا
- أليكانتي
  - قلعة سانتا باربرا
- أنتقيرة
  - قصبة أنتقيرة
- ألمرية
  - قصبة المرية
- بطليوس
  - قصبة بطليوس
- بايلين
  - قلعة بانيوس دي لا إنسينا (بورغاليمار)
- قرطبة
  - جامع قرطبة
  - مدينة الزهراء
  - برج كالاهورا
- Gormaz
  - Gormaz Castle
- غرناطة
  - قصر الحمراء وجنة العريف
  - Cuarto Real de Santo Domingo
  - البيازين
- خاين
  - Saint Catalina's Castle
- Jerez de la Frontera
  - قلعة شريس
- مالقة
  - قصبة مالقة
  - Gibralfaro
- ماردة
  - Alcazaba
- إشبيلية
  - قصر المورق
  - الخيرالدة
  - برج الذهب
- طليطلة
  - مسجد باب المردوم
  - مسجد ترنرياس
- ترجالة
  - Alcazaba
- سرقسطة
  - قصر الجعفرية

#### معالم كبيرة
الدولة الأموية في الأندلس (929-1031):
- مدينة الزهراء (936-1010) في قرطبة
- Mosque of Cristo de la Luz in Toledo (completed 999/1000)
- "Minaret of San Juan" (930) at Córdoba, once belonging to a mosque
- Archaeological site of the Villarrubia palace (965-66)

فترة ملوك الطوائف (11th-13th century):
- the Mezquita de las Tornerías in Toledo (ca. 1060)
- the Almohad minaret known as Giralda (1184–98) at Sevilla, once part of the Great Mosque of Sevilla (1172–1176)
- Aljaferia palace (second half of the 11th century) of the Banu Hud dynasty (1039–1110) in Zaragoza؛
- minaret at the Church of San José at Granada (ca. 1050)
- Almohad Minaret at Iglesia de San Juan de los Reyes at Granada

بنو نصر ومملكة غرناطة (1212–1492):
- the Alhambra (mainly 1338-1390) and the Generalife (1302-24 in two phases), a country palace initially linked to the Alhambra by a covered walkway across the ravine that now divides them.
- Granada Hospital (Maristan) (1365-7)
- Masjid of the madrasa of Yusuf I (1349) in the so-called Palacio de la Madraza
- New Funduq of Granada (14th century)
- Qaysariyya of Granada (15th century)

### البرتغال
- Algarve (Al-Garb Al-Andalus)
  - Albufeira
    - Paderne Castle

  - Silves
    - Silves Castle
- Alentejo
  - Mértola
    - Mosque of Nossa Senhora da Anunciação
- Estremadura
  - Sintra
    - Castle of the Moors

### تونس والجزائر والمغرب
هناك تركيز عال من الهندسة المعمارية المغاربية في الدول المغاربية، المغرب. الجزائر وتونس بشكل رئيسي في مدن مراكش، الرباط، فاس، مكناس، تطوان، تارودانت، تلمسان، الجزائر العاصمة، تونس وتستور